# 加納林角
64°41′S 62°10′W / 64.683°S 62.167°W
加納林角是南極洲的海岬，位於葛拉漢地西岸，處於佩爾森納島東南面，該海岬由英國南極洲地名委員會命名，取自法國的熱氣球先驅安德烈-雅克·加納林，現時由南極條約體系管理。